# 張仲武
張仲武（？—849年），范陽（治今北京市西南）人，唐末時為幽薊節度使。
祖父張仁憲，官至太子中允，其父張光朝，官至六部尚書。自幼博覽群書，尤精《左氏春秋》，為薊北雄武（天津薊縣）軍使。會昌元年（841年）九月，盧龍軍陳行泰發動兵變，殺節度使史元忠自立。又被牙將張絳誅殺。張絳慑于张仲武之名，一度請張仲武主持軍務。不久又上书请求为节度使。張仲武大怒，起兵進攻幽州（北京），並派遣軍吏吳仲舒至京師，請兵攻之，宰相李德裕以仲武知盧龍留后。不久，張仲武以精兵八百、土团五百攻克幽州，殺張絳。會昌二年春，正月，任盧龍節度使。
会昌二年（842年），回纥大将那颉啜统兵南掠，張仲武命其弟张仲至以三萬大军反击，击破回纥骑兵，三万余人投降。张仲武又派大将石公绪領兵進攻契丹與奚族，盡杀回纥监使八百余人。八月，唐廷發兵三路，北伐回纥，以仲武任东面回纥招抚使，乌介可汗逃亡，回纥十万余人投降。大中三年（849年），病死于任上，军中拥立其子张直方继位。

## 延伸阅读
[在维基数据编辑]
 《舊唐書/卷180》，出自刘昫《舊唐書》
 《新唐書·卷212》，出自《新唐書》